# Juri Nikolajewitsch Schwytkin

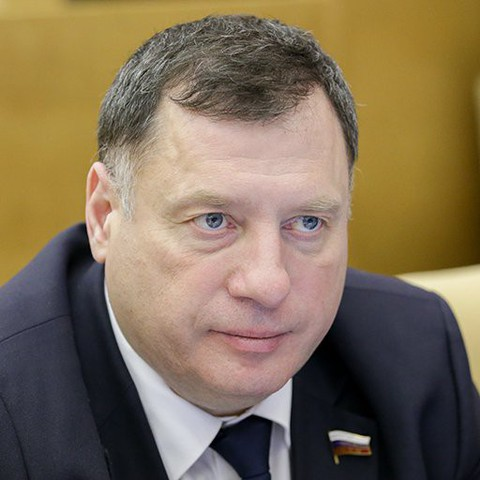
Juri Nikolajewitsch Schwytkin

Juri Nikolajewitsch Schwytkin (russisch Юрий Николаевич Швыткин; * 24. Mai 1965 in Krasnojarsk) ist ein russischer Militär, Staatsmann und Politiker. Er ist Abgeordneter der 7. Staatsduma der Russischen Föderation. Er ist Mitglied des Präsidiums des Politischen Rates der Partei Einiges Russland der Regionalorganisation Krasnojarsk und stellvertretender Vorsitzender des Verteidigungsausschusses der Staatsduma. Er ist Mitglied des Regionalstabs der Gesamtrussischen Volksfront von Krasnojarsk.

## Biographie
1986 erhielt Schwytkin nach seinem Abschluss an der Nowosibirsk Airborne Troop Faculty eine militärische Fortbildung mit politischer Ausrichtung. Nach seinem Abschluss an der Militärschule diente er von 1986 bis 1992 als stellvertretender Kommandeur der Kompanie, Kommandeur einer separaten Aufklärungskompanie und stellvertretender Kommandeur des Fallschirmjägerbataillons in der 76th Guards Airborne Division. Besondere Aufgaben vergab er in Aserbaidschan, Kirgisistan, Litauen und Armenien. Im Jahr 1999 erhielt er eine weitere Ausbildung und spezialisierte sich auf Strafverfolgung an der Verwaltungsakademie des russischen Innenministeriums
Von 1992 bis 2001 diente er in den Gremien des Innenministeriums in der Region Krasnojarsk. Zunächst war er als Stabschef des Bataillons für extra-departementalen Schutz, dann diente er seit 1993 im Special Rapid Response Squad (SOBR) des Büros zur Bekämpfung der organisierten Kriminalität der Region Krasnojarsk als Kommandeur der Einheit und danach als Kommandeur der Bereitschaftspolizei in der Region Krasnojarsk. Von 1995 bis 1996 nahm er als Polizeioberst an Kämpfen auf dem Territorium der Tschetschenischen Republik teil.
2001 kandidierte er für die Versammlung des Wahlblocks For the Swan. Er wurde zum Abgeordneten der Legislativversammlung der Region Krasnojarsk gewählt. Im Jahr 2007 kandidierte er auf den Listen der Partei Einiges Russland in der Versammlung der Region. Er war Mitglied des Parlamentarischen Ausschusses für die Recht und den Schutz der Bürgerrechte und des Ausschusses für Bildung, Wissenschaft und Kultur.
2011 wurde er für die Legislativversammlung der Partei Einiges Russland der Region Krasnojarsk im Ein-Mitglieder-Wahlkreis Nr. 6 gewählt.
Im September 2016 kandidierte er für Geeintes Russland im Ein-Mitglieder-Wahlkreis Nr. 54 und wurde als Mitglied der Staatsduma VII gewählt.